# El Rocío (Málaga)
El Rocío es un barrio litoral perteneciente al distrito Este de la ciudad andaluza de Málaga, España. Según la delimitación oficial del ayuntamiento, limita al norte con el barrio de Parque Clavero; al este, con el Parque de El Morlaco y el barrio El Morlaco; y al oeste, con el barrio de La Torrecilla.

## Nombre
El barrio debe su nombre a que sus promotores eran devotos de la Virgen del Rocío, la conocida como Novia de Málaga.

## Transporte
En autobús está conectado al resto de la ciudad mediante las siguientes líneas de la EMT: 
| Línea | Trayecto                                        | Recorrido | Frecuencia    |
| ----- | ----------------------------------------------- | --------- | ------------- |
| C3    | Parque Clavero                                  | Recorrido | 15 minutos    |
| 11    | Alameda Principal - El Palo                     | Recorrido | 8 minutos     |
| 33    | Alameda Principal - Cerrado de Calderón         | Recorrido | 25-35 minutos |
| 34    | Alameda Principal - Pedregalejo (Bda. La Mosca) | Recorrido | 30-35 minutos |
| N1    | Puerta Blanca - El Palo                         | Recorrido | 25 minutos    |